# Tetelestai
Tetelestai é o décimo sétimo álbum ao vivo da banda cristã brasileira Diante do Trono, gravado em 13 e 15 de maio de 2014, com sua localização em Jerusalém, Israel, sendo o primeiro disco da série Diante do Trono gravado fora do Brasil.[carece de fontes?]
O álbum foi lançado no dia 28 de junho de 2015 em CD físico na Igreja Batista da Lagoinha matriz em Belo Horizonte e, posteriormente, lançado nas plataformas digitais pela gravadora Diante do Trono.
O álbum concentra-se em 10 músicas, todas foram escritas por Ana Paula Valadão, 8 músicas inéditas e 2 regravações de álbuns anteriores. A gravação do disco ocorreram em locais como a Torre de Davi (dia 13/05) o Gólgota, o Jardim do Túmulo Vazio (dia 15/05 durante a noite) e o Monte das Oliveiras (dia 15/05 durante o dia) e a caravana teve treze dias de duração.
Foi o primeiro projeto lançado com exclusividade nas plataformas digitais com dois clipes, sendo estes, singles do projeto produzidos pelo diretor Alex Passos.
O clipe Tetelestai alcançou mais de milhão e meio de visualizações no YouTube no segundo semestre de 2015 e o clipe Seu Nome, mais de 500 mil visualizações no final do mesmo ano. Foi o último projeto do grupo com lançamento em DVD Vídeo.

## Antecedentes
Em 2013, a empresa Diante do Trono entrou em crise financeira devido a problemas de gestão e administração pelo antigo diretor geral. Ana Paula Valadão nomeou então como diretor geral, seu esposo Gustavo Bessa em 2015.
Como consequência, os lucros dos projetos do DT com a gravadora Som Livre se tornaram não mais vantajosos para ambas as partes, comprometendo na renovação do contrato em 2014.
A gravação do álbum Tetelestai aconteceu em 2014, seguindo o cronograma divulgado no primeiro semestre de 2013, porém, o projeto só foi lançado no segundo semestre de 2015 com um ano e dois meses de atraso, pois, o CD e DVD Tu Reinas - DT 16 teve prioridade de lançamento no segundo semestre de 2014.

## Conceito
O título provém da expressão grega Te Telestai (na expressão original Τετέλεσται) que significa "Está Consumado" ou "Totalmente Pago", sendo estas a última palavra que Jesus disse momentos antes de morrer na cruz.

## Gravação
O público do evento foi de mais de 500 pessoas, dentre essas pessoas 382 são formados pelos inscritos na caravana.
Esta gravação fez com que diversos telejornais internacionais divulgassem a gravação que ocorreu na Torre de Davi, como a CBN, que que fez uma matéria sobre o evento e entrevistou Ana Paula Valadão e seu marido, Gustavo Bessa.

## Recepção da crítica
| Críticas profissionais | Críticas profissionais |
| Avaliações da crítica  | Avaliações da crítica  |
| Fonte                  | Avaliação              |
| ---------------------- | ---------------------- |
| O Propagador           | [ 8 ]                  |
| Super Gospel           | (desfavorável)         |

Tetelestai recebeu avaliações mistas da mídia especializada. Rodrigo Berto, através do O Propagador, afirmou que o disco, apesar de ser, em sua visão, um registro questionável, elogiou o conceito do álbum, que permeou as faixas. Ainda, reiterou que a banda passou "por visíveis apuros" nos últimos anos, e que o trabalho ainda possui uma limitação criativa que, em sua visão, é o reflexo da pouca profundidade da música religiosa contemporânea vem apresentando, com a expansão da indústria musical no meio gospel. A avaliação do Super Gospel foi mais rigorosa, defendendo que o álbum "não é intenso e prolífico, pouco impressiona".

##### Faixas do CD:
| N.º            | Título                                                                  | Compositor(es)                  | Duração |  |
| 1.             | "Medley Israel (Shama Israel / Deus de Israel / Shailailai / Salmo 24)" | Ana Paula Valadão e Paul Wilbur | 12:50   |  |
| 2.             | "A Batalha é do Senhor feat. André Valadão"                             | Ana Paula Valadão               | 4:23    |  |
| 3.             | "Espontâneo 1 feat. André Valadão"                                      | Ana Paula Valadão               | 3:48    |  |
| 4.             | "Salmo 91 Recitado"                                                     | Ana Paula Valadão               | 3:00    |  |
| 5.             | "Á Sombra do Altíssimo"                                                 | Ana Paula Valadão               | 6:04    |  |
| 6.             | "Seu Nome"                                                              | Ana Paula Valadão               | 4:44    |  |
| 7.             | "Espontâneo 2"                                                          | Ana Paula Valadão               | 3:11    |  |
| 8.             | "Eu Sou"                                                                | Ana Paula Valadão               | 5:03    |  |
| 9.             | "Ó Jerusalém"                                                           | Ana Paula Valadão e Paul Wilbur | 6:18    |  |
| 10.            | "Tetelestai"                                                            | Ana Paula Valadão               | 6:11    |  |
| 11.            | "Espontâneo 3"                                                          | Ana Paula Valadão               | 1:51    |  |
| 12.            | "Ressuscitou"                                                           | Ana Paula Valadão               | 6:03    |  |
| 13.            | "Aleluia Maranata"                                                      | Ana Paula Valadão               | 4:29    |  |
| 14.            | "O Espírito e a Noiva Dizem: "Vem""                                     | Ana Paula Valadão               | 5:58    |  |
| Duração total: | Duração total:                                                          | Duração total:                  | 1:13:00 |  |

##### Faixas do DVD:
1. Shama Israel
2. Deus de Israel
3. Shailailai
4. Salmo 24
5. A Batalha é do Senhor - Part Esp.: André Valadão
6. Espontâneo A Batalha é do Senhor - Part Esp.: André Valadão
7. Salmo 91 (Recitado)
8. Á Sombra do Altíssimo
9. Espontâneo Á Sombra do Altíssimo
10. Seu Nome
11. Espontâneo Seu Nome
12. Eu Sou
13. Ó Jerusalém
14. Oração de Reconciliação Entre Judeus e Árabes
15. Tetelestai
16. Espontâneo Tetelestai
17. Ressucitou
18. Espontâneo Ressucitou
19. Vitória da Cruz / Mais Que Vencedor - Part Esp.: André Valadão
20. Aleluia Maranata
21. O Espírito e a Noiva Dizem: “Vem”